# Turbine d'amore
Turbine d'amore (Martin Roumagnac) è un film del 1946 diretto da Georges Lacombe.